# Coussapoa latifolia
Coussapoa latifolia är en nässelväxtart som beskrevs av Jean Baptiste Christophe Fusée Aublet. Coussapoa latifolia ingår i släktet Coussapoa och familjen nässelväxter. Inga underarter finns listade i Catalogue of Life.